# Adrian Żakowski
Adrian Żakowski OP (ur. ?, zm. 8 listopada 1539) – polski duchowny rzymskokatolicki, dominikanin, biskup pomocniczy poznański.

## Życiorys
17 kwietnia 1531 papież Klemens VII prekonizował go biskupem pomocniczym poznańskim oraz biskupem in partibus infidelium enneńskim. Brak informacji kiedy i od kogo przyjął sakrę biskupią.